# Deal/No Deal
Deal/No Deal var et gameshow, der blev produceret af Metronome Productions og sendt på TV 2 mellem 2006 og 2007. Konceptet er udviklet i USA, og mindst 44 lande har købt programmet.
Deltagerne havde mulighed for at vinde en gevinst på højst 2 millioner DKK. I programmet kommer 26 kvinder ind med én kuffert hver, og deltageren skal så fravælge kufferterne en ad gangen i håb om, at den tilbageværende kuffert indeholder den store gevinst. Kufferterne indeholder beløb mellem 1 DKK og 2 millioner DKK.